# Saint-Aubin-sur-Mer
|  | Per a altres significats, vegeu «Saint-Aubin-sur-Mer (Sena Marítim)». |

Saint-Aubin-sur-Mer és un municipi al departament de Calvados (regió de Normandia, França).